# Janet L. Smith

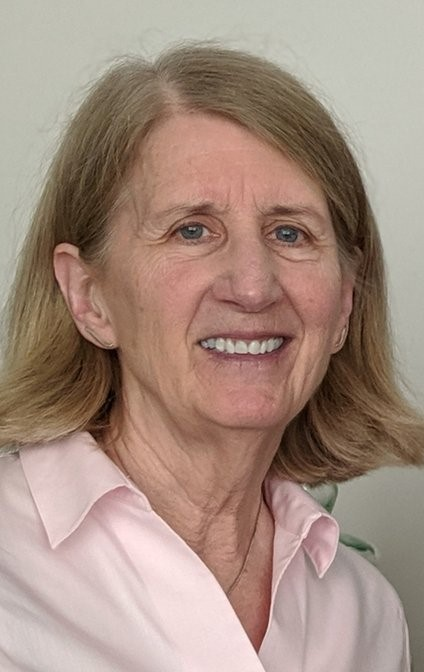
Janet L. Smith (2019)

Janet Louise Smith ist eine US-amerikanische Biophysikerin an der University of Michigan. Themen und Methoden ihrer Arbeitsgruppe sind Proteinstruktur und -funktion, Viren und Infektionskrankheiten, Biosynthese von Naturprodukten und Röntgenkristallografie.

## Leben und Wirken
Janet L. Smith wurde in Pennsylvania geboren. Sie erwarb 1973 an der Indiana University of Pennsylvania einen Bachelor in Chemie und 1978 bei M. Sundaralingam an der University of Wisconsin–Madison einen Ph.D. in Biochemie. Als Postdoktorandin arbeitete sie bei Wayne Hendrickson am Naval Research Laboratory. Eine erste eigene Forschungsgruppe hatte sie – unterstützt vom Howard Hughes Medical Institute – an der Columbia University. Eine erste Professur für Strukturbiologie hatte sie an der Purdue University, wo sie ab 1987 arbeitete.
Seit 2005 ist Smith an der University of Michigan. Hier hat sie an verschiedenen Einrichtungen der Universität (Stand 2025) je eine Professur für Lebenswissenschaften, für Biochemie und für Biophysik inne.
Das Labor von Janet Smith erforscht die Struktur und Funktion von Proteinen. Es konnte zeigen, wie Enzyme mit mehreren aktiven Zentren koordiniert arbeiten, etwa in Glutamin-Amidotransferasen. Untersuchungen zu Enzymen der Naturstoffbiosynthese lieferten strukturelle Erklärungen für deren Substrat- und Produktspezifität sowie für seltene, ungewöhnliche Reaktionen. Arbeiten zu Virus- und Wirtsproteinen erklärten auf Strukturbasis Aspekte der Pathogenese von Flavi- und Retroviren. So wurde gezeigt, wie das Flavivirus-Protein NS1 mit verschiedenen Domänen unterschiedliche Funktionen bei Replikation, Immunflucht und Zelleintritt erfüllt. Weitere Studien zeigten, wie der menschliche Restriktionsfaktor APOBEC3H eine gefaltete Region des HIV-1-Genoms erkennt und wie das Virus diesen Faktor abbaut. Zudem wurde aufgeklärt, wie das antivirale Zinkfingerprotein CpG-Dinukleotide in viraler RNA erkennt – ein Mechanismus, der den CpG-Mangel in viralen Genomen erklärt.
Smith hat laut Datenbank Scopus einen h-Index von 62 (Stand August 2025). Sie wurde 2020 zum Mitglied der National Academy of Sciences gewählt, 2025 zum Mitglied der American Academy of Arts and Sciences.